# ポリリズム

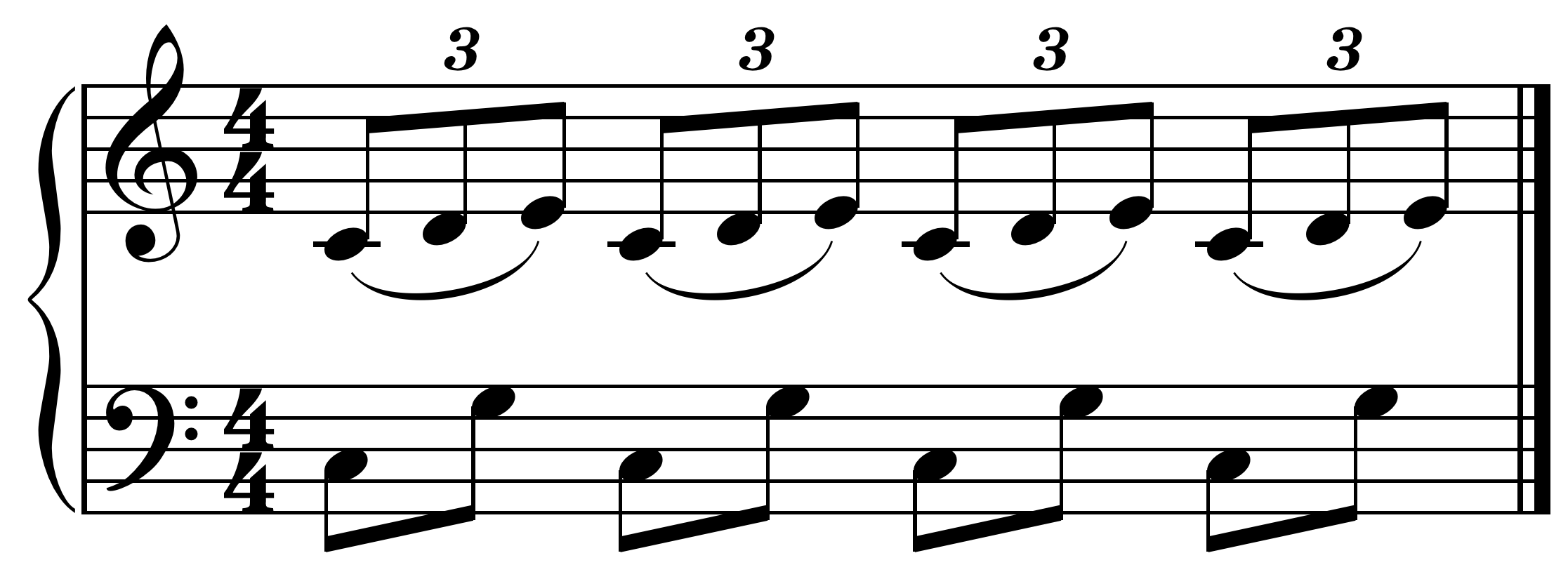

ポリリズム（英: polyrhythm）は、リズムの異なる声部が同時に奏されること。クロス・リズム（英: cross-rhythm）ともいう。アクセントや拍子がずれているときはポリメトリック（英: polymetric）ともいう。

## 概要
拍の一致しないリズムが同時に演奏されることにより、独特のリズム感が生まれる。世界各国の民族音楽にもみられる。
それぞれの声部の拍の長さがx：yであれば、xからみてy小節ごとに、またyからみてx小節ごとに、それぞれの拍が一致するのが普通である（参照：倍数）。
例えば、3/4拍子と別の拍子を組み合わせる時、分子の倍数小節で拍が一致することになる。
したがって、組み合わせとしてはもう1つが4/4拍子の場合、分子の最小公倍数は「3×4」となり互いに12拍目で一致するので、「3/4拍子を4小節＋4/4拍子を3小節」と組み合わせて同時進行すれば互いに「12/4拍目」で一致し1つのポリリズムとなる。
他には7/8拍子と4/4拍子（＝8/8拍子）を組み合わせる場合、分子の最小公倍数は7×8＝56となり互いに56拍目(※)で一致するので、「7/8拍子を8小節＋4/4拍子を7小節」と組み合わせれば1つのポリリズムとなる（※4/4拍子＝8/8拍子なので前述の「8分音符での56拍目」を1/2すると「4分音符での28拍目」になり、4/4拍子の28拍目に置き換えると4/4拍子の7小節分である。拍子の分母が異なる場合は、より細かい音符の方に合わせて計算する。分母の大きさは4分音符＞8分音符＞16分音符＞32分音符…である）。
複数の拍子を組み合わせているが、どの拍子でリズムを取ってもその複数の拍子の共通点となる拍がある。演奏には正確なリズム感が必要とされる。

## ポリリズムが使われた楽曲の例
| 楽曲名                         | 作曲家・アーティスト       |
| ------------------------------ | -------------------------- |
| 組曲『惑星』第4曲「木星」      | グスターヴ・ホルスト       |
| 交響曲第1番                    | グスタフ・マーラー         |
| アラベスク第1番、『夜想曲 雲』 | C.A.ドビュッシー           |
| グノシエンヌ第5番              | エリック・サティ           |
| 幻想即興曲                     | F.F.ショパン               |
| 交響曲第8番                    | アントニン・ドヴォルザーク |
| ピアノ協奏曲                   | ジェルジ・リゲティ         |
| 交響管弦楽のための音楽         | 芥川也寸志                 |
| Happiness Is A Warm Gun        | The Beatles                |
| Discipline                     | King Crimson               |
| One of a Kind                  | BRUFORD                    |
| Close to the edge              | Yes                        |
| Stormy hearts                  | カシオペア                 |
| Bad Moon                       | T-SQUARE                   |
| Magic 〜手をつなごう〜         | Stardust Revue             |
| ポリリズム                     | Perfume                    |
| polyrhythm winter              | FACT                       |
| Out of Control                 | Nothing's Carved In Stone  |
| 夢想花                         | 円広志                     |
| 遮眼大師                       | 核P-MODEL                  |
| ribbon                         | sora tob sakana            |
| 王様の恩返し（アウトロ部分）   | 王様                       |

また、DCPRGの楽曲の殆どにポリリズムが用いられている。